# Bauhinia paucinervata
Bauhinia paucinervata là một loài thực vật có hoa trong họ Đậu. Loài này được T.Chen miêu tả khoa học đầu tiên.